# Keith Mackay
Keith Gordon Mackay (ur. 8 grudnia 1956 w Nowej Zelandii) – nowozelandzki piłkarz, reprezentant kraju. Był w kadrze na Mistrzostwach Świata 1982 w Hiszpanii.
Jako zawodnik piłkarz klubów Gisborne City i Manurewa AFC.
Karierę reprezentacyjną rozpoczął w 1980. W 1982 został powołany przez trenera Johna Adsheada na Mistrzostwa Świata 1982, gdzie reprezentacja Nowej Zelandii odpadła w fazie grupowej. Karierę zakończył w 1984, a w reprezentacji zagrał w 36 spotkaniach i strzelił 1 bramkę.